# CS Sedan Ardennes
Club Sportif Sedan Ardennes (normalt kendt som CS Sedan Ardennes eller bare CS Sedan) er en fransk fodboldklub fra Sedan i Champagne-Ardenne-regionen. Klubben spiller i Championnat de France amateur 2, men har gennem historien flere gange været oppe i den bedste liga, Ligue 1. Klubben blev stiftet i 1919 og spiller sine hjemmekampe på Stade Louis Dugauguez. Klubbens største triumfer blev fejret i år 1956 og 1961, hvor man begge år vandt den franske pokalturnering, Coupe de France.

## Titler
- Coupe de France (2): 1956 og 1961

## Kendte spillere
- Roger Lemerre
- David di Tommaso
- Henri Camara
- Salif Diao

## Danske spillere
- Ingen